# Gare du Tréport - Mers
La gare du Tréport - Mers, également appelée gare du Tréport - Mers-les-Bains, est une gare ferroviaire française, terminus de la ligne d'Épinay - Villetaneuse au Tréport - Mers, située sur le territoire de la commune du Tréport, sur un promontoire, (à 800 mètres du centre-ville), dans le département de la Seine-Maritime, en région Normandie. Sa localisation est particulière, puisqu'elle se trouve ainsi en bord de mer, à quelques dizaines de mètres des premières maisons de la station balnéaire de Mers-les-Bains, dans le département de la Somme, en région Hauts-de-France.
Elle fut mise en service en 1872, par la Compagnie du chemin de fer du Tréport. La faillite de cette dernière entraîna la reprise de l'exploitation par la Compagnie des chemins de fer du Nord, en 1881.
C'est une gare de la Société nationale des chemins de fer français (SNCF), desservie par des trains régionaux du réseau TER Hauts-de-France.

## Situation ferroviaire
Établie à 8 mètres d'altitude, la gare du Tréport - Mers est située au point kilométrique (PK) 182,548 de la ligne d'Épinay - Villetaneuse au Tréport - Mers, dont elle constitue l'aboutissement ; la gare précédente est celle d'Eu.
Sa situation en impasse en fait aussi la gare terminus des trains circulant sur la ligne d'Abbeville à Eu - dont l'exploitation est suspendue avec un l'avenir incertain, mais également, autrefois, de ceux utilisant la ligne de Rouxmesnil à Eu.

## Histoire
La « station du Tréport » est mise en service le 12 mai 1872 par la Compagnie du chemin de fer du Tréport, lorsqu'elle ouvre à l'exploitation la section de Gamaches au Tréport,. L'arrivée du chemin de fer a fortement contribué à l'essor du tourisme balnéaire, préexistant déjà avec celui de la bourgeoisie parisienne, qui fit rapidement bâtir les nombreuses villas de Mers, le trajet depuis la capitale se faisait auparavant lentement par diligence.

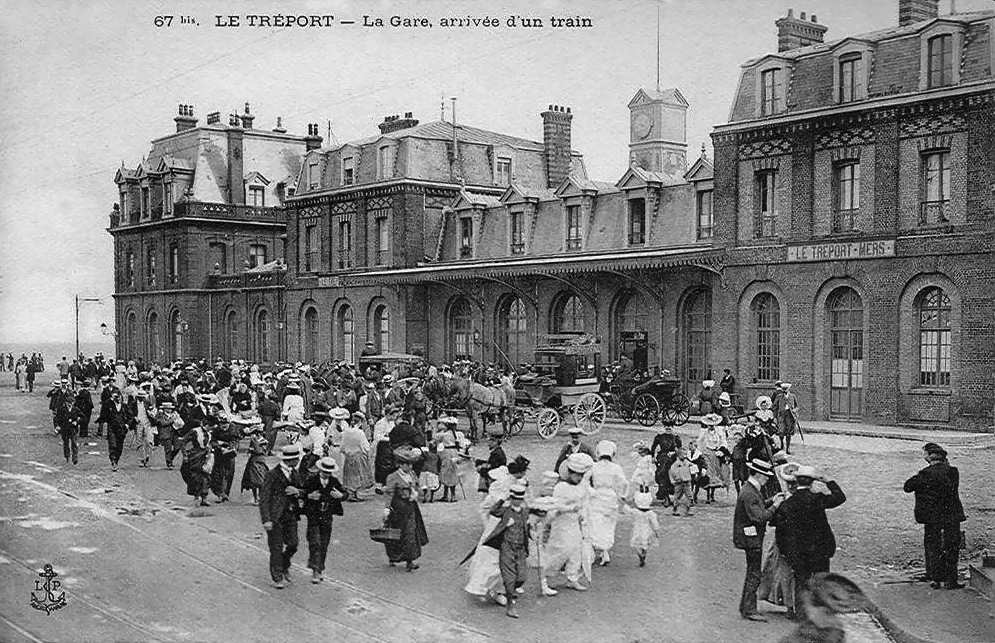
La gare, vers 1900.

La compagnie fait édifier un beau bâtiment voyageurs, au style classique, qui correspond par sa disposition aux grandes gares de passage du réseau Nord, avec ses deux pavillons aux angles, bien qu'il soit utilisé comme une gare terminus. Les murs sont composés de briques pleines apparentes, comme la plupart des constructions du Tréport. Ses fenêtres en plein cintre à la base et la toiture de ses pavillons d'angle, de type mansarde avec lucarnes, lui confère l'apparence d'une demeure bourgeoise ; son horloge identifie sa fonction de gare, et rappelle le style « bord de mer » qui correspond à l'environnement de Mers. Ainsi, cette construction présente le contraste des deux villes qu'elle dessert.
En 1873, la compagnie met en circulation des trains dits de « bains de mer », depuis Paris-Nord. La gare prend le nom du Tréport - Mers en 1887, à la suite d'une demande du Syndicat des propriétaires de la commune de Mers. Au début du XXe siècle, le trafic des « trains de plaisir » devient très important, au point que la gare voit arriver 1 000 voyageurs le 14 août 1904 ; à partir de 1936, l'instauration des congés payés remplit ces trains avec une nouvelle clientèle, désormais plus populaire.
L'accroissement rapide des activités du port, provoqué par l'arrivée du chemin de fer, conduira à l'établissement, à partir de la gare, de voies accédant aux appontements et quais tout proches. Ces opérations, d'abord de pur fait, seront régularisées en 1887, par un premier décret, puis en 1901 par un second, après la création de nouveaux bassins en 1892. Ainsi, sera embranché sur les voies de la gare, un véritable réseau de desserte portuaire, concédé à l'époque à la Compagnie du Nord.
Depuis le 2 octobre 1938, Le Tréport - Mers n'est plus reliée, pour le trafic voyageurs (dont des trains de plaisir en provenance de Paris-Saint-Lazare), à la gare de Dieppe par la ligne de Dieppe au Tréport. Désormais déferrée, elle est devenue le chemin vert du Petit Caux (entre Saint-Quentin-au-Bosc et Eu).
En août 1966, le dépôt Nord du Tréport dispose d'un pont tournant, et accueille des 141 R et des 230 D du dépôt de Creil, ainsi que des BB 63500 et des BB 66000 du dépôt de Longueau, toutes de passage du fait des liaisons saisonnières « Un jour à la mer ».
Dans les années 1970, le développement du transport routier, conjugué à un délaissement de la Normandie au profit d'un littoral méditerranéen plus ensoleillé, entraînent une baisse progressive du trafic, aussi bien voyageurs que marchandises, faisant peser des menaces de fermeture de la ligne. Au début des années 1980, la SNCF tente d'adapter les installations de la gare à ce nouveau contexte, en les simplifiant tout en les modernisant. Toutefois, malgré un service de « trains de plaisir » plus étoffé en fin de semaine et la reprise des TER par la région Picardie, le trafic voyageurs ne s'améliore pas. Quant à la desserte marchandises du port, elle est purement et simplement abandonnée, et ses voies sont déposées ou recouvertes.
Les 27 et 28 mars 2017, la marquise est déposée, tandis que le reste de la façade du bâtiment voyageurs se délabre par manque d'entretien. Par ailleurs, de la fin mai 2018 jusqu'à début août 2020, compte tenu de la fermeture temporaire des deux lignes y arrivant (Beauvais – Abancourt – Le Tréport et Abbeville – Le Tréport), la gare ne reçoit plus aucun train.
En décembre 2018, la communauté de communes des Villes Sœurs (CCVS) rachète la majorité du bâtiment voyageurs — le guichet restant la propriété de la SNCF —, pour un montant de 280 000 euros, afin de le rénover et d'y installer l'office de tourisme central de l'intercommunalité. En outre, des vélos en libre-service en location devraient être installés à proximité,. La réhabilitation du bâtiment précité devrait coûter 4 692 000 euros, le chantier devant avoir lieu à partir de 2026.
En 2023, selon les estimations de la SNCF, la fréquentation annuelle de la gare est de 79 592 voyageurs. Ce nombre s'élève à 55 023 en 2022, 37 709 en 2021, 28 429 en 2020, 34 731 en 2019, 40 868 en 2018, 49 062 en 2017, 50 976 en 2016 et 56 461 en 2015.

## Service des voyageurs

### Accueil
Gare SNCF, elle dispose d'un bâtiment voyageurs, avec guichet, ouvert tous les jours. Elle est également équipée d'automates pour l'achat de titres de transport.

### Desserte
La gare est desservie par des trains TER Hauts-de-France, effectuant la liaison omnibus Le Tréport - Mers – Abancourt – Beauvais (ligne P30).
En période estivale, s'ajoute une liaison semi-directe avec Paris-Nord (ligne S06).

### Intermodalité
Un parking est aménagé devant le bâtiment voyageurs.
Par ailleurs, le réseau Nomad dessert la gare, par les lignes 502 (dite « 3 Villes Sœurs », effectuant des circuits entre Le Tréport, Mers-les-Bains et Eu) et 519 (permettant d'atteindre la gare routière de Dieppe). En outre, le site est aussi un arrêt du réseau Trans'80, sur les lignes 701 (permettant de rejoindre la gare routière d'Amiens), 702, 706 — en période estivale — et 732 (ces trois dernières permettent d'atteindre la gare d'Abbeville ; la 732 est spécifiquement mise en place en tant que substitution à la desserte ferroviaire sur cette liaison).

## Au cinéma
En 2015, une scène du film Ma vie avec James Dean (réalisé par Dominique Choisy) a été tournée dans la gare.

## Galerie de photographies

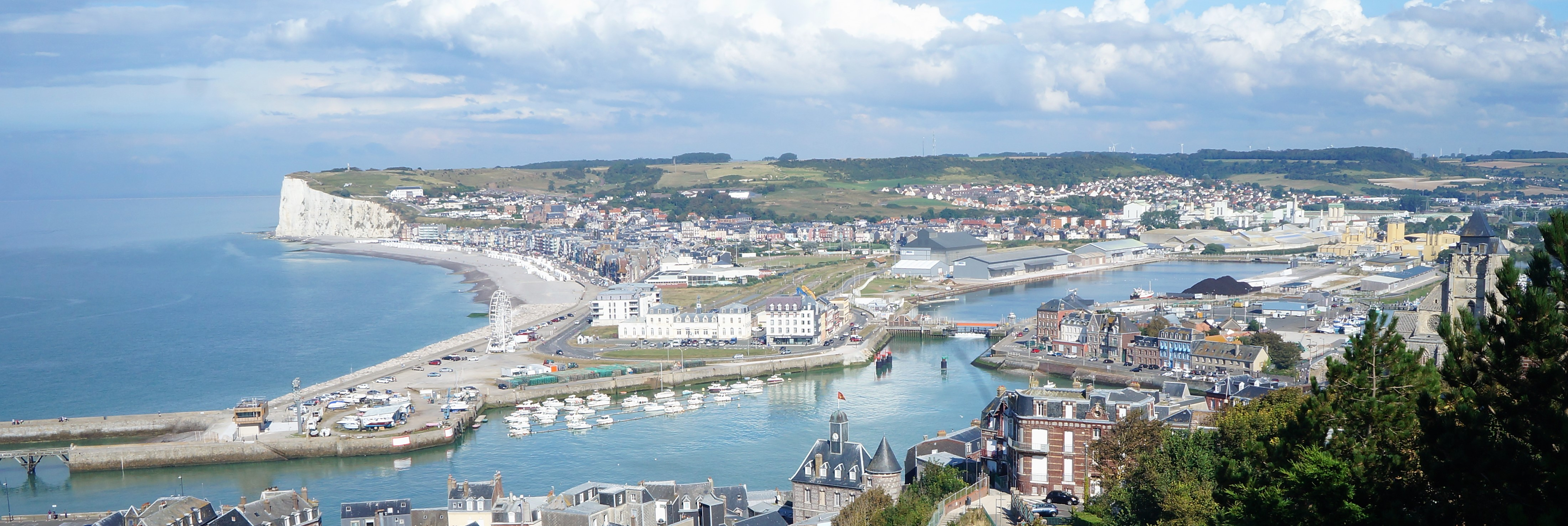
Les villes du Tréport et de Mers-les-Bains, avec leur gare.
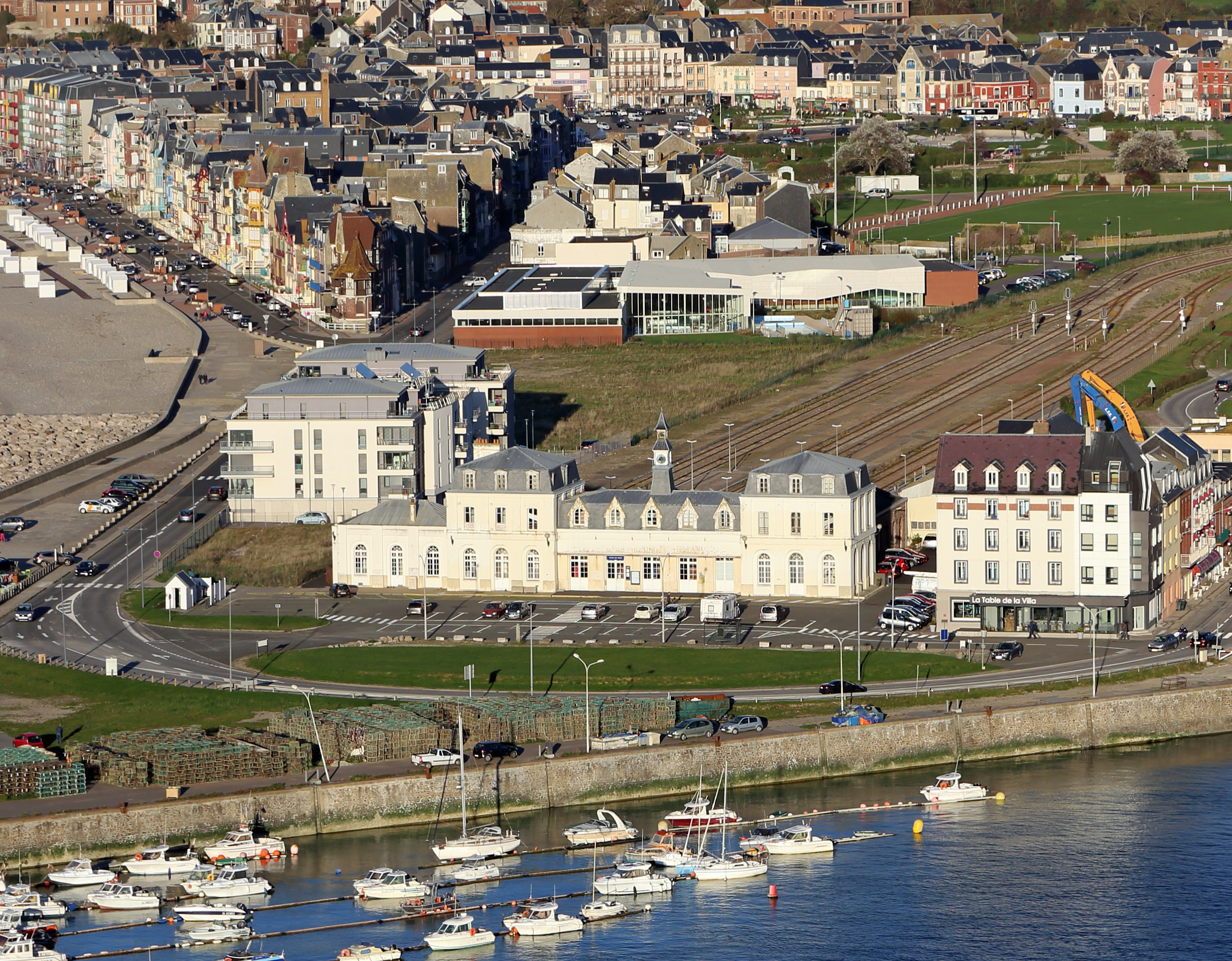
La gare, vue du Tréport
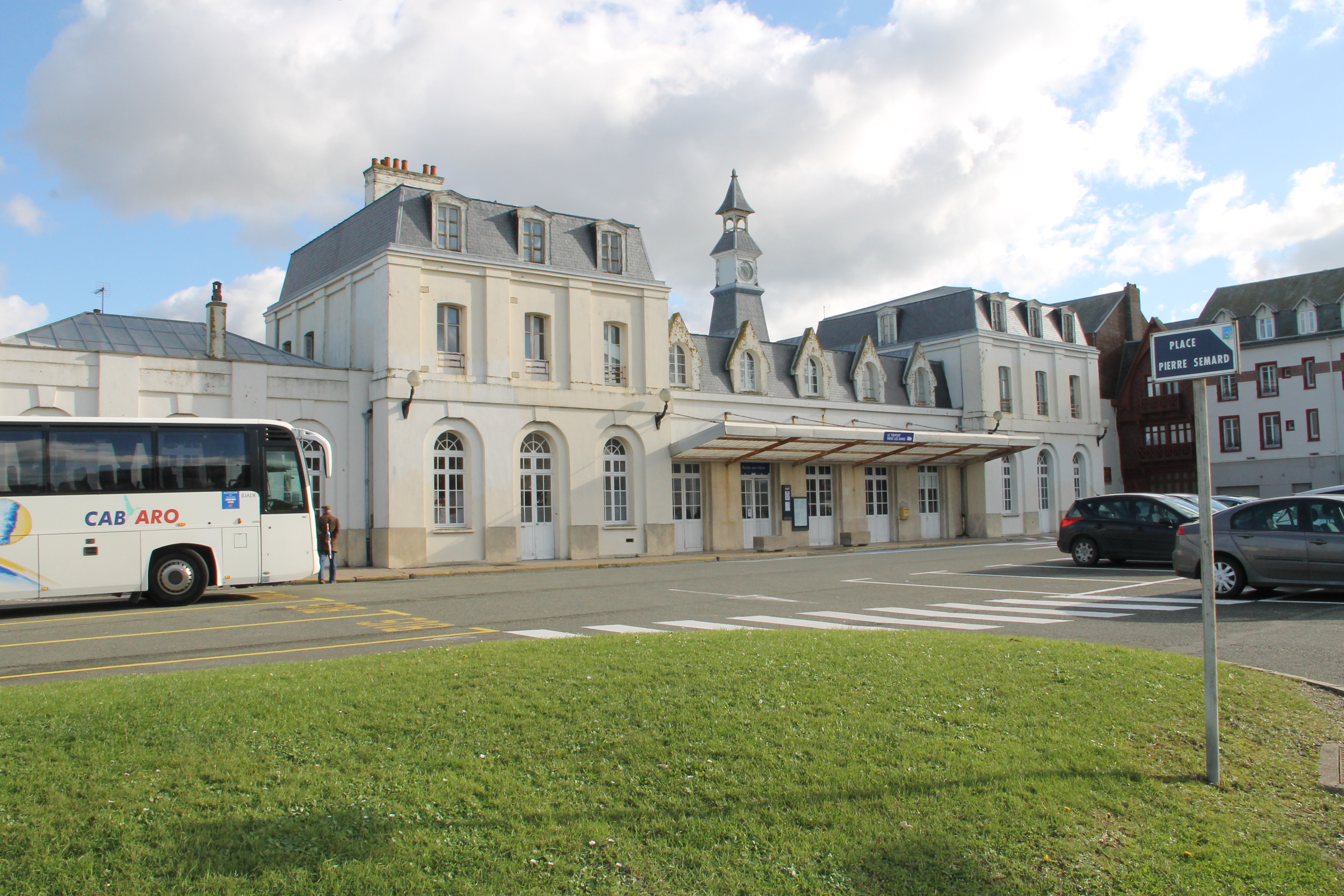
La place devant la gare.
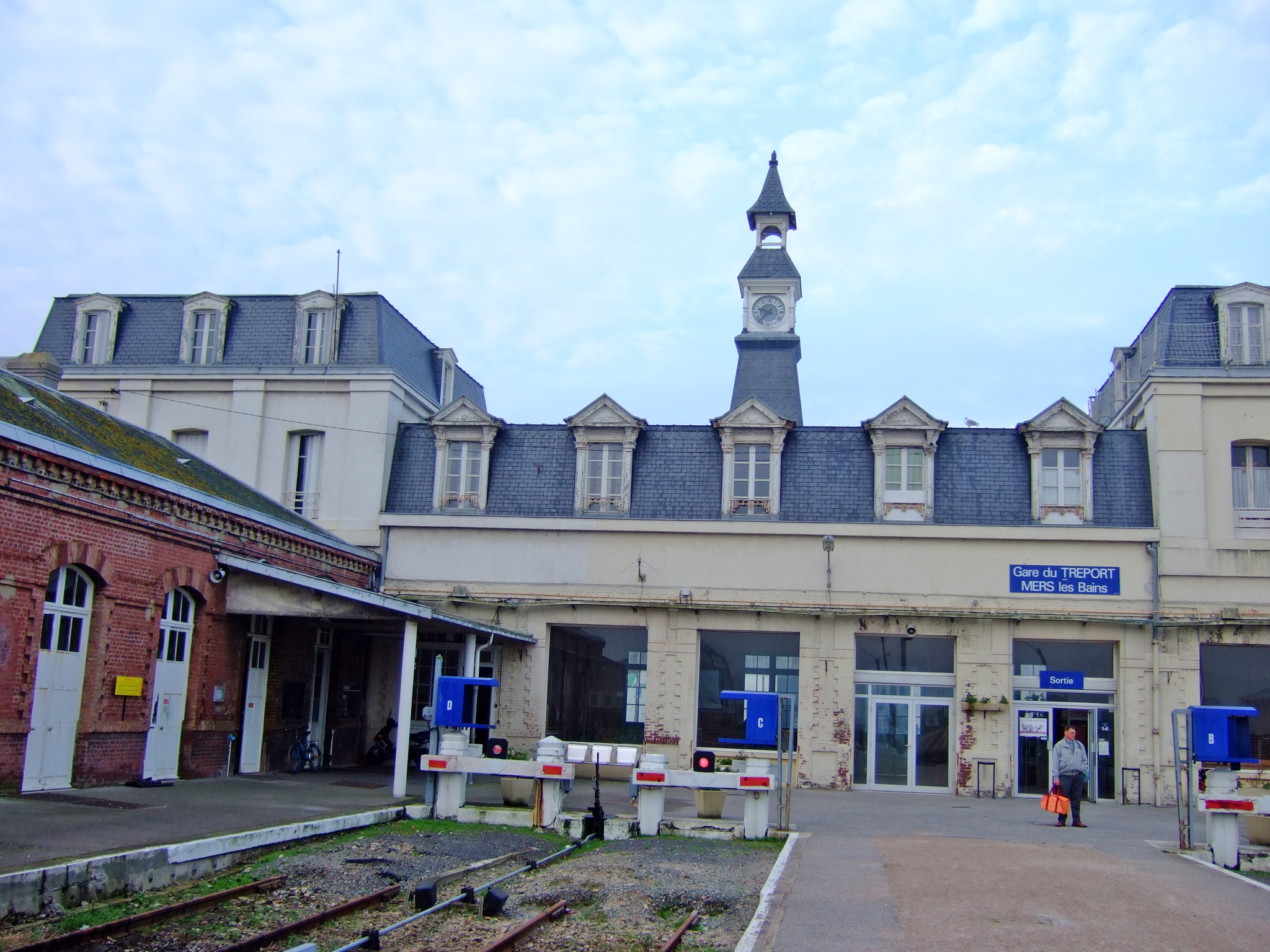
Intérieur de la gare, accès aux quais.

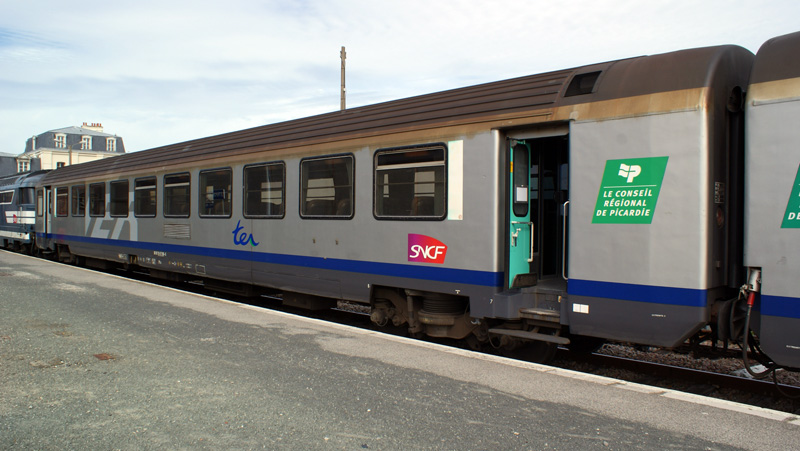
Voiture Corail à quai d'un train en août 2009).
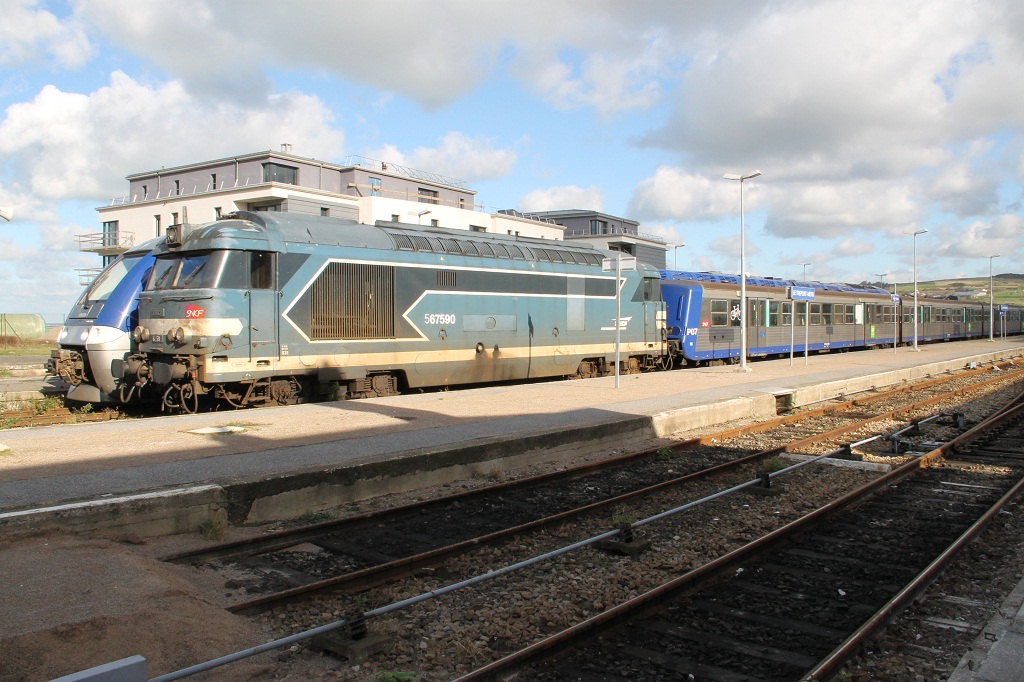
Deux TER à quai, avec un X 76500 Bombardier Transport, derrière une rame réversible régionale attelée à une BB 67400, en novembre 2013.
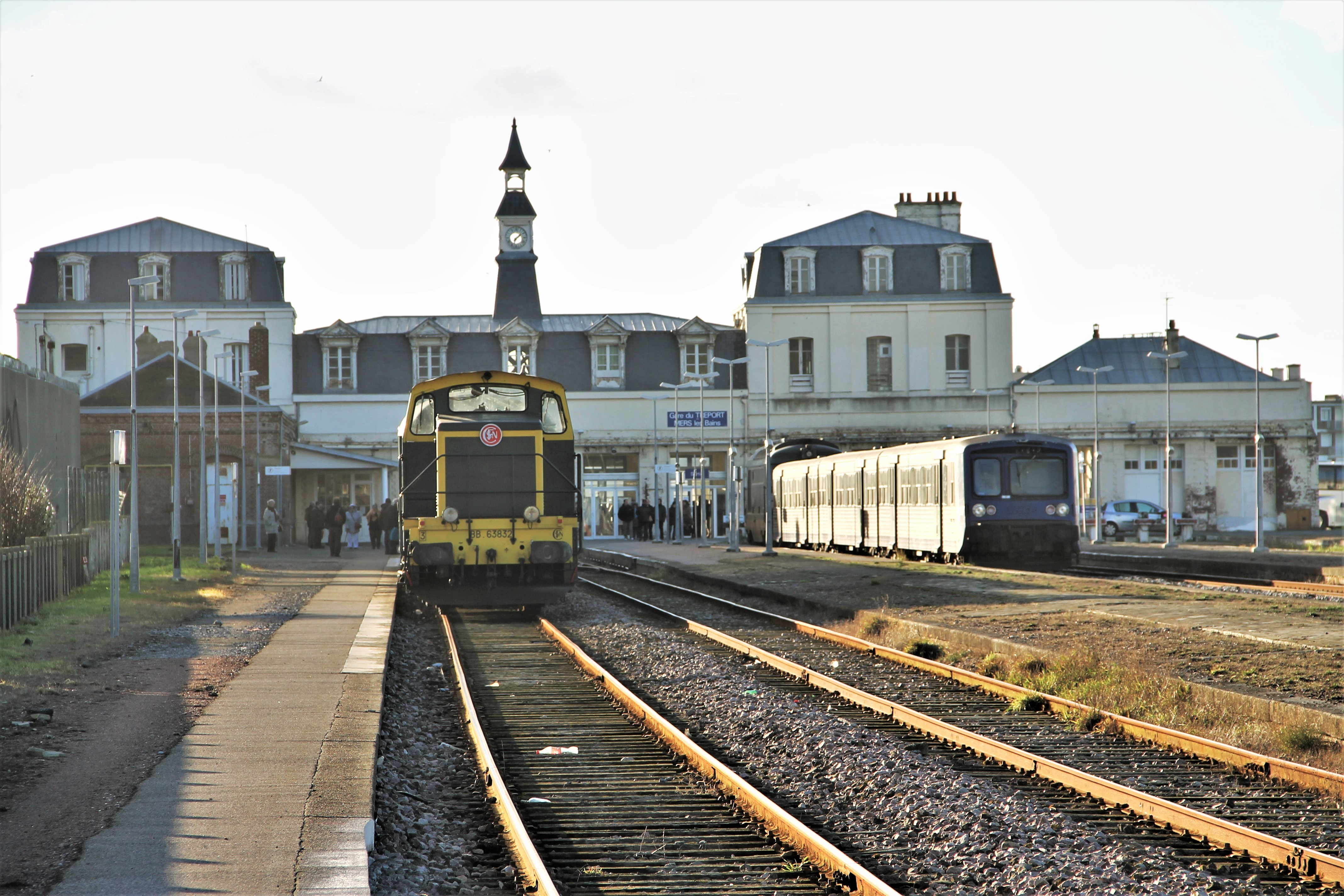
Train spécial du Pacific Vapeur Club avec une série BB 63500 en tête et une rame TER réversible BB 67400 en novembre 2013.